# ゴブルとビートス
ゴブル（Goblu） と ビートス（Beatosu）は、1978年にアメリカ合衆国ミシガン州が発行した地図に掲載された、実在しないオハイオ州の地名である。

## 描かれた架空の地名
この2つの地名は、州当局が発行した公式のミシガン州道路地図（1978年-1979年版）に掲載されていた。場所はいずれもオハイオ州の北西部で、ミシガン州との州境にほど近いトレド市近郊にあたる。
- 「ゴブル」: トレドの東方、ルーカス郡ジェルサレム・タウンシップ (en) のボノ（Bono）付近
- 「ビートス」: トレドの西方、アーチボルド (en) の北方。フルトン郡ジャーマン・タウンシップ (en) にあるエルマイラ（Elmire）とバーリントン（Burlington）の中間付近

## 虚構の背景とその顛末

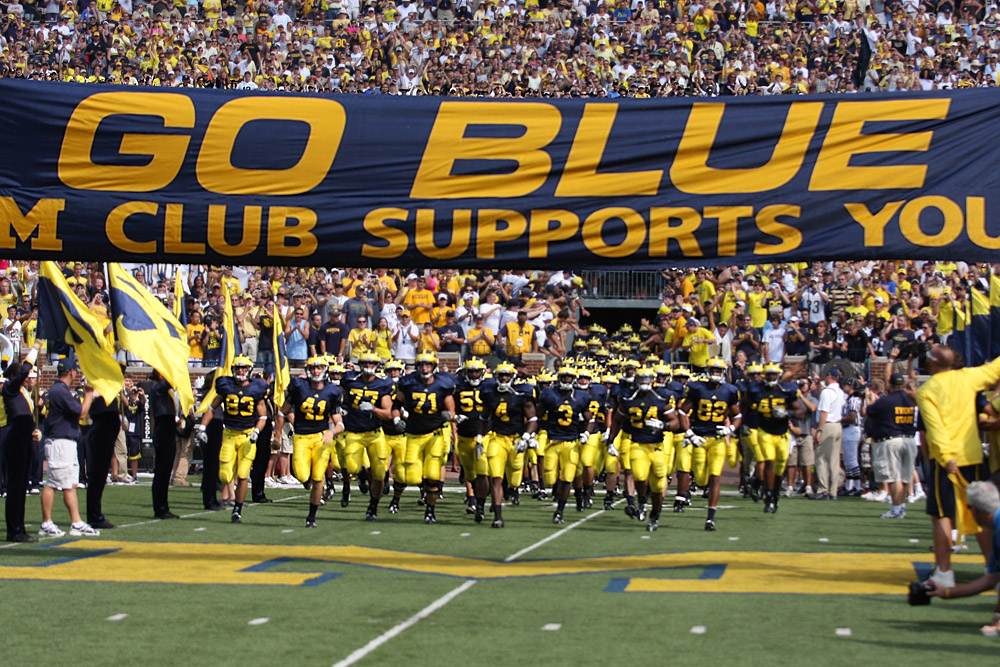
"Go Blue"は、ミシガン・ウルヴァリンズのスローガン。青は同校のスクールカラーのひとつ。

「ゴブル」（Goblu）はミシガン大学のスポーツチーム・ウルヴァリンズ (Michigan Wolverines) の応援スローガン（"Go Blue!"）と関連しており、「ビートス」（Beatosu）はオハイオ州立大学（OSU）を打ち負かすというメッセージ（"Beat OSU!"）に通じる。ミシガン大学とオハイオ州立大学は、カレッジスポーツにおいて同じカンファレンス（ビッグ・テン・カンファレンス）に属している強豪校どうしで、最大のライバルと認識されており、アメリカンフットボール（カレッジフットボール）対決は全国的な注目を集める。両校の因縁の深さには、歴史上のミシガン・オハイオの境界紛争（トレド戦争、1835年-1836年）も持ち出されることがある。
1978年当時、ミシガン州のハイウェイ委員会（Michigan State Highway Commission）の委員長（chairman）を務めていたピーター・フレッチャー（Peter Fletcher, ミシガン大学卒業生）は、架空の町を地図に書き込んだことを認めている。2008年にミシガン州歴史センターが行ったインタビューにフレッチャーが答えたところによれば、その顛末は以下のようである。
フレッチャーは、あるミシガン大学の同窓生から、マキナック橋を緑と白で塗装することをよく許可できたなとからかわれた（緑と白はミシガン州立大学のシンボルカラーでもある。ミシガン大学とミシガン州立大学も、伝統的にライバル関係にある）。橋の色は連邦高速道路規則に準拠したものであったので、フレッチャーに選択の余地はなかった。しかし、フレッチャーは州の道路地図ならばコントロールできる立場にあった。そこで、母校への愛を表現するために、地図製作者に2つの架空の町を挿入するように注文した。
ゴブルとビートスがオハイオ州内に描かれているのは、ミシガン州の道路地図が示すべき範囲外だからであり、ミシガン州内の町と道路は正しく描かれているとフレッチャーは話している。架空の町の存在が発覚した後この地図は回収され、「ゴブル」と「ビートス」を削除して再発行された。この騒ぎはミシガン大学卒業生の一部を楽しませたものの、税金の無駄遣いとの批判も受けたという。フレッチャーは知事から州に寄せられた苦情を伝えられ、処分の検討もほのめかされたが、その後この一件について知事から何かを言われることはなかったという。
なお、回収されずに「ゴブル」と「ビートス」が記されたままの地図は、今日コレクターアイテムとして人気を集めている。